# 岩田正俊
岩田 正俊（いわた まさとし、1897年（明治30年） - 1997年8月12日）は、日本の昆虫学者、寄生虫学者。近畿学校保健学会会長。

## 略歴
島根県荒島町（現：安来市）に生まれた。1923年に京都帝国大学理学部動物学科に入学、川村多実二に師事し、当時日本で全く研究が進んでいなかったトビケラの幼虫について研究を行った。鴨川や三井寺山内の細流などを調査のフィールドとし、1927年から1930年にかけて動物学雑誌に「日本産毛翅目研究　第1-5報」とした論文を発表、多くの新属新種を和名付きで記載した。また1927年には同大を卒業し、京都帝国大学附属の大津臨湖実験所に移って研究を続けた。
1930年に同研究所を離れて大阪医科大学（現：大阪大学医学部）に移り、吉田貞雄に師事して寄生虫の研究に従事した。1936年に同大で医学博士を授与された。論文名は「マンソン裂頭条虫の発育形態再生に関する研究（英文）」。戦時中には、ニューギニアやマレーシアの寄生虫に関する調査研究を海軍から委嘱されて行った。
1950年には奈良学芸大学（現：奈良教育大学）の教授となり、生物学などを学生に指導した。1963年に同大を停年退職、同年4月に島根大学医学部の講師へ転任した。
定年後、故郷である安来の自宅に研究室を作り、寄生虫研究と中海に飛来する白鳥観察を行っていた。1997年に満100歳で死去。

## 著書
- 『水棲昆虫採集保存及研究法』（1928年、水棲昆虫研究叢書）
- 岩田正俊編『山の生物』（1942年、文祥堂）
- 岩田正俊編『海の生物』（1942年、文祥堂）
- 岩田正俊編『野原の生物』（1943年、文祥堂）
- 『顕微鏡で見る生物』（1943年、文祥堂）
- 『人体寄生虫』（1949年、東洋図書）
- 『寄生虫をどうして防ぐか』（1948年、東洋図書）